# Анастас Калайджиев
Анастас Н. Калайджиев е български учител и общественик от Македония.

## Биография
Анастас Калайджиев е роден в 1837 година в град Струга, тогава в Османската империя. Ученик е на Димитър Миладинов. От 1868 година Анастас Калайджиев е учител в родния си град. От същата година е и певец в българската черква „Свети Георги“ в Струга. В 1917 година подписва Мемоара на българи от Македония от 27 декември 1917 година.